# Nonlinear Differential Equations and Applications
Nonlinear Differential Equations and Applications is een internationaal, aan collegiale toetsing onderworpen wetenschappelijk tijdschrift op het gebied van de toegepaste wiskunde.
De naam wordt in literatuurverwijzingen meestal afgekort tot Nonlinear Differ. Equat. Appl.
Het wordt uitgegeven door Springer Science+Business Media en verschijnt 6 keer per jaar.